# Mederyka
Mederyka – imię żeńskie pochodzenia germańskiego. Powstało z części składowych Macht ("siła") i rik ("król").
Mederyka imieniny obchodzi 29 sierpnia.
Męski wariant: Mederyk